# Fabiola (novela)
Fabiola, o la iglesia de las catacumbas  (título original en inglés, Fabiola or, the Church of the Catacombs) es una novela del inglés Nicholas Wiseman, cardenal de la Iglesia católica. Se publicó por vez primera en 1854. Ha tenido dos adaptaciones al cine: una película muda en 1918 y otra versión sonora en 1949.

## Resumen de la trama
La historia se ambienta en Roma a principios del siglo IV, durante la persecución de los cristianos por el emperador romano Diocleciano.
La heroína del libro es Fabiola, una joven belleza de noble familia romana. Su padre Fabio la mima, y no le puede negar nada. Parece que Fabiola lo tiene todo, incluida una educación superior en filosofía, pero bajo la superficie, no está satisfecha con su vida. Un día, encolerizada, ataca y lastima a una muchacha esclava llamada Syra, que es una cristiana en secreto. La orgullosa y mimada joven romana se ve humillada por la humildad de Syra, su madurez y su devoción a ella en esta situación, y comienza una lenta transformación, que finalmente culmina en su conversión al cristianismo, lograda por Syra y su propia prima Inés, a la que adora.
Otro hilo de la trama trata del joven Pancracio, un pío cristiano e hijo de un mártir, que está asimismo preparándose para el martirio. La némesis de Pancracio es Corvino, un compañero de estudios que lo acosa y al que irrita la santidad del joven cristiano. Hace todo lo posible por acabar con él y la comunidad cristiana de las catacumbas. Esto incluye orquestar el linchamiento de su anterior maestro, Casiano, que es cristiano en secreto. Pero Pancracio le enseña el significado del perdón cristiano cuando salva su vida poco después de que Corvino hiciera que matasen a su maestro Casiano.
Otro gran malvado en la historia es el enigmático Fulvio, un joven aparentemente rico que procede de Oriente y que pronto se pone de manifiesto que es cazador de cristianos que los entrega a las autoridades a cambio de dinero. Pretende con ello ganarse la mano de Fabiola o de Inés, y por otro lado, erradicar a la comunidad cristiana en Roma. Después de algunos acontecimientos dramáticos que revelan una sorprendente relación entre él y la esclava Syra, que es su lárgamente perdida hermana menor Miriam, Fulvio rechaza su forma de vida perversa, se convierte al cristianismo y se convierte en eremita.

## Personajes
La historia también incluye una serie de relatos de martirio y leyendas de santos cristianos de la vida real en el entramado de la historia ficticia. Entre ellos están santa Inés, san Sebastián, san Pancracio, san Casiano, santa Emerenciana y san Tarsicio. Dos excepciones son los personajes de Fabiola y la mendiga ciega Cecilia, amiga de Syra y compañera cristiana; aunque las dos llevan nombres de santas, no son idénticas a santa Fabiola (que vivió más tarde) y santa Cecilia (cuya leyenda es muy diferente de la historia de Cecilia en la novela).

## Antecedentes
Wiseman escribió Fabiola en parte como respuesta al libro vigorosamente anticatólico Hipatia (Hypatia, 1853), de Charles Kingsley. La novela se dirigía sobre todo a la minoría católica en Inglaterra, que había salido recientemente de un estatus semi-ilegal (la jerarquía católica en Inglaterra había quedado restablecida sólo en el año 1850).
La historia por lo tanto constantemente enfatiza la estrecha comunidad que formaban los primitivos cristianos, su amor mutuo, su solidaridad y fuerte sentido de comunión. Al mismo tiempo, las referencias directas a la situación que entonces tenían los católicos en Inglaterra son raras, especialmente si se compara la novela con la de John Henry Newman titulada Calista (1855), que fue un encargo como especie de «precuela» de Fabiola. Aun así, el lenguaje heroico en que se narran los cuentos de los mártires obviamente pretendía fortalecer el valor y la determinación de los católicos en Inglaterra. La parte educativa del libro es también importante: varios capítulos se dedican a digresiones con información histórica sobre el culto y el enterramiento en las catacumbas.
El cine produjo dos versiones del libro: en 1918 en Italia dirigida por Enrico Guazzoni. También, una lujosa versión fílmica franco-italiana en 1949. (Sólo llegó a los Estados Unidos en 1951 en versión doblada y drásticamente cortada). La segunda película se parece poco a lo que se supone que es su fuente. Una tercera versión, tipo peplum, titulada La rivolta degli schiavi se produjo en 1960. Toma más elementos de la novela que la segunda, como la inclusión de santa Inés y san Sebastián, pero se aparta de la novela en muchos puntos.

## En España
La obra fue traducida al español en 1857. En La Regenta, de Leopoldo Alas «Clarín», hay una referencia a Fabiola en el capítulo 21, cuando se menciona la antigua aspiración del personaje de Fermín de Pas de escribir novelas, «en hacer una Sibila verdaderamente cristiana, y una Fabiola moderna».
Ha habido varias ediciones en tiempos más recientes:
- ISBN 13: 978-84-210-0159-2 — Fabiola, o la iglesia de la catacumbas (1950), Editorial Balmes
- ISBN 13: 978-84-210-0312-1 — Fabiola (1958), Editorial Balmes
- ISBN 13: 978-84-239-1028-1 — Fabiola, Espasa Libros, S.L.
- ISBN 13: 978-84-332-0414-1 — Fabiola (1970), Gasso Hnos., S.A.
- ISBN 13: 978-84-02-01369-9 — Fabiola (1973), Bruguera, S.A.
- ISBN 13: 978-84-7104-432-7 — Fabiola (1973), Ediciones Mateu, S.A.
- ISBN 13: 978-84-303-0489-9 — Fabiola (1975), Editorial Ramón Sopena, S.A.
- ISBN 13: 978-84-346-0097-3 — Fabiola (1976), Vosgos, S.A.
- ISBN 13: 978-84-346-0104-8 — Fabiola (1976), Vosgos, S.A.
- ISBN 13: 978-84-201-0180-4 — Fabiola (1980), Afha Internacional, S.A.
- ISBN 13: 978-84-319-0376-3 — Fabiola, Vasco Americana, S.A.
- ISBN 13: 978-84-319-1627-5 — Fabiola (1981), Vasco Americana, S.A.
- ISBN 13: 978-84-7505-336-3 — Fabiola (1982), Clásicos Océano
- ISBN 13: 978-84-7505-516-9 — Fabiola (1982), Clásicos Océano
- ISBN 13: 978-84-305-1268-3 — Fabiola (1982), Susaeta Ediciones, S.A.
- ISBN 13: 978-84-310-2707-0 — Fabiola (1983), Ediciones Toray, S.A.
- ISBN 13: 978-84-7556-016-8 — Fabiola (1983), Océano Ámbar, S.A.
- ISBN 13: 978-84-7682-043-8 — Fabiola (1986), PPP Ediciones
- ISBN 13: 978-84-7281-222-2 — Fabiola (1986), Ediciones Auriga, S.A.
- ISBN 13: 978-84-7561-400-7 — Fabiola (1986), Editors, S.A.
- ISBN 13: 978-84-392-8238-9 — Fabiola (1989), Ediciones Gaviota, S.L.
- ISBN 13: 978-84-7889-054-5 — Fabiola (1990), Yerico, S.A.
- ISBN 13: 978-84-7729-164-0 — Fabiola (1995), Perea Ediciones
- ISBN 10: 970-07-5730-7 — Fabiola (2005), Editorial Porrúa S.A.
- ISBN 13: 978-84-935182-9-5 — Fabiola (2007), Homo Legens, S.L.
- ISBN 13: 978-84-18162-56-5 — Fabiola (2021), Bibliotheca Homo Legens